# كافية ابن الحاجب
كافية ذوي الأرب في معرفة كلام العرب أو الكافية الحاجبية أو الكافية لابن الحاجب هي كتابٌ وجيزٌ في النحو العربي، مشتمل على القواعد الأساسية للنحو، مؤلفه ابن الحاجب، المتوفى سنة 646 الهجرية، عُني العلماء بكتاب الكافية عناية كثيرة، فكتبوا له شروحاً وإعراباً، بل تُرجم إلى غير العربية، وانتشرت نسخه في الآفاق، قال بروكلمان في كتاب الكافية "ومخطوطاتها في كلِّ مكتبة من مكتبات العالَم تقريبًا"، وممَن اهتمّ بكتاب الكافية، محمدُ بنِ سليمان بن سعد، حتى نُسب إلى الكافية فصار يقال له الكافِيَجي.

## شروح الكافية
ذكرَ طارق نجم عبد الله مئة واثنين وأربعين شرحاً.
| اسم الشرح                                                    | اسم الشارح                                       | سنة وفاته |
| شرح المؤلف نفسه لكتابه الكافية                               | ابن الحاجب                                       | 646هـ     |
| شرح الرضيّ، وهو من أشهر كتب النحو، أتمّ تأليفه سنة 686 الهجرية | رضي الدين الاسترباذي                             | 686هـ     |
| شرح الهندي أو الهندية                                        | شهاب الدين أحمد بن عمر الدولة آبادي الهندي       | 849هـ     |
| شرح البسطامي                                                 | علاء الدين البسطامي                              | 875هـ     |
| فوائد الوافية بحل مشكلات الكافية                             | عبد الرحمن بن أحمد الجامي                        | 898هـ     |
| حاشية العصام على كافية ابن الحاجب                            | إبراهيم بن محمد بن عربشاه عصام الدين الإسفراييني | 944 هـ    |